# Belidaphne
Belidaphne is een geslacht van uitgestorven weekdieren uit de klasse van de Gastropoda (slakken).

## Soorten
- Belidaphne brunettii Della Bella, Naldi & Scarponi, 2015 †
- Belidaphne hypoglypta (Fontannes, 1882) †
- Belidaphne saldubensis Vera-Peláez, 2002 †